# Västpakistan
Västpakistan var åren 1947-1971 den västra delen av Pakistan, som skildes från den östra delen genom Republiken Indien. Genom One Unit-lagen från 1955 enades Västpakistans fyra provinser till en. Lagen upphävdes den 1 juli 1970. Lagens upphävande påverkade inte Östpakistan, som 1971 utropades som självständig stat under namnet Bangladesh.
Under 1950- och 60-talen blomstrade ekonomin, och Västpakistan kom att kallas "Österns Västtyskland".

### Fotnoter
1. ↑  ”West Pakistan Established as One Unit” (på engelska). Story of Pakistan. Arkiverad från originalet den 8 mars 2016. https://web.archive.org/web/20160308125651/http://storyofpakistan.com/west-pakistan-established-as-one-unit/2. Läst 4 januari 2016.
2. ↑  ”Bangladesh” (på engelska). World Statesmen. http://www.worldstatesmen.org/Bangladesh.html. Läst 4 januari 2016.
3. ↑  Iftikhar Ahmed Sirohey (25 maj 2011). ”Crisis of Leadership” (på engelska). Pak Tribune. Arkiverad från originalet den 5 mars 2016. https://web.archive.org/web/20160305011347/http://paktribune.com/articles/Crisis-of-Leadership-239694.html. Läst 4 januari 2016.